# Estàtor
Estàtor (Stator) era un servidor públic que estava a disposició dels magistrats romans a les províncies.
El seu nom derivaria d'estar al lloc (o al costat) del magistrat corresponent, per poder executar totes les seves ordes. La seva missió principal era portar cartes i missatges, però realitzaven també altres funcions com allotjaments, actes cerimonials, proveïments, etcètera.
L'ofici fou suprimit per l'emperador Alexandre Sever que va establir que en endavant les seves funcions serien fetes per soldats.